# Streptocephalus zuluensis
Streptocephalus zuluensis é uma espécie de crustáceo da família Streptocephalidae. 
Pode ser encontrada nos seguintes países: África do Sul e Zimbabwe. 